# Étienne Boullay
Pour les articles homonymes, voir Boullay.
Étienne Boulay est un homme politique français né le 16 mai 1825 à Saint-Sorlin (aujourd’hui La Roche-Vineuse) (Saône-et-Loire) et décédé le 28 mai 1893 à Mâcon (Saône-et-Loire).

## Biographie
Négociant en vins à Mâcon, il est conseiller général du canton de Mâcon-Nord de 1871 à 1886. Juge au tribunal de Commerce en 1863, il est fondateur de la société d'agriculture de Mâcon en 1880. Il est député de Saône-et-Loire de 1885 à 1893, inscrit au groupe de la Gauche radicale, et maire de Mâcon (pendant seulement une année) du 1er mai 1892 jusqu'à sa mort en mai 1893 d'une grave maladie. Il repose à  La Roche-Vineuse.

## Sources
- « Étienne Boullay », dans Adolphe Robert et Gaston Cougny, Dictionnaire des parlementaires français, Edgar Bourloton, 1889-1891 [détail de l’édition]
- « Étienne Boullay », dans le Dictionnaire des parlementaires français (1889-1940), sous la direction de Jean Jolly, PUF, 1960 [détail de l’édition]